# Peromona erinacea
Peromona erinacea – gatunek kosarza z podrzędu Laniatores i rodziny Podoctidae. Jedyny znany przedstawiciel monotypowego rodzaju Peromona.

## Występowanie
Gatunek endemiczny dla Seszeli.